# Neshoba megye
Neshoba megye az Amerikai Egyesült Államokban, azon belül Mississippi államban található. Megyeszékhelye és legnagyobb városa Philadelphia. Lakosainak száma 29 087 fő (2020. április 1.). Neshoba megye Winston, Kemper, Newton, Leake, Lauderdale, Attala és Oktibbeha megyékkel határos.

## Népesség
A megye népességének változása:
| Lakosok száma | 29 663 | 29 711 | 29 698 | 29 507 | 29 463 | 29 087 |
|               | 2010   | 2011   | 2012   | 2013   | 2015   | 2020   |